# Saint-Gabriel-de-Brandon
Saint-Gabriel-de-Brandon es un municipio canadiense situado en la provincia de Quebec.

## Superficie
Saint-Gabriel-de-Brandon tiene una superficie de 99,23 km².

## Demografía
En 2021, tenía 2684 habitantes, una densidad poblacional de 27 hab./km², y 1585 viviendas.